# Società Polisportiva Ars et Labor 1979-1980
Questa voce raccoglie le informazioni riguardanti la Società Polisportiva Ars et Labor nelle competizioni ufficiali della stagione 1979-1980.

## Stagione
Nella stagione 1979-1980 in casa biancazzurra si cambia moltissimo, il direttore sportivo Biagio Govoni smembra la squadra e la ricostruisce. Vengono ammainate bandiere quali Ferdinando Donati, Franco Pezzato e Tiziano Manfrin. 
Nonostante il ribaltone, Mario Caciagli plasma una squadra coi fiocchi che batte il Bari, il Genoa, l'Atalanta, il Pisa e mette in vetrina giovani di talento come i terzini Alberto Cavasin e Danilo Ferrari, il libero Massimo Albiero, lo stopper Franco Fabbri, la mezzala Antonio Criscimanni, il regista Rosario Rampanti ed il cannoniere Mauro Gibellini con 12 reti in campionato. La SPAL disputa un buon campionato di vertice, a lungo in zona promozione, poi le ultime dieci partite senza vittoria la vedono chiudere con un onorevole ottavo posto in classifica e soprattutto pongono fine all'epopea di Caciagli.

## Rosa
| N. |                   | Ruolo | Calciatore          |
| -- | ----------------- | ----- | ------------------- |
|    | Italia (bandiera) | D     | Massimo Albiero     |
|    | Italia (bandiera) | C     | Sergio Antoniazzi   |
|    | Italia (bandiera) | P     | Adriano Bardin      |
|    | Italia (bandiera) | D     | Antonio Brunello    |
|    | Italia (bandiera) | D     | Alberto Cavasin     |
|    | Italia (bandiera) | C     | Antonio Criscimanni |
|    | Italia (bandiera) | C     | Fabrizio De Poli    |
|    | Italia (bandiera) | C     | Sergio Domini       |
|    | Italia (bandiera) | D     | Franco Fabbri       |
|    | Italia (bandiera) | A     | Giorgio Ferrara     |

| N. |                   | Ruolo | Calciatore              |
| -- | ----------------- | ----- | ----------------------- |
|    | Italia (bandiera) | D     | Danilo Ferrari          |
|    | Italia (bandiera) | A     | Pier Luigi Giani        |
|    | Italia (bandiera) | A     | Mauro Gibellini         |
|    | Italia (bandiera) | A     | Oriano Grop             |
|    | Italia (bandiera) | D     | Franco Lievore          |
|    | Italia (bandiera) | D     | Franco Ogliari          |
|    | Italia (bandiera) | C     | Rosario Rampanti        |
|    | Italia (bandiera) | P     | Roberto Renzi           |
|    | Italia (bandiera) | C     | Leonardo Rossi          |
|    | Italia (bandiera) | C     | Gian Pietro Tagliaferri |

## Risultati

### Serie B

#### Girone di andata
| Pisa 16 settembre 1979 1ª giornata | Pisa             | 0 – 0 | SPAL | Stadio Arena Garibaldi\| Arbitro: \| Castaldi (Vasto) \| |
| Arbitro:                           | Castaldi (Vasto) |       |      |                                                          |

| Arbitro: | Falzier (Treviso) |

|            |           |               |
| Fabbri 48’ | Marcatori | 58’ Nicoletti |

| Arbitro: | Altobelli (Roma) |

|             |           |  |
| Massaro 69’ | Marcatori |  |

| Arbitro: | Mascia (Milano) |

|                |           |  |
| D. Ferrari 48’ | Marcatori |  |

| Arbitro: | Facchin (Udine) |

|  |           |                          |
|  | Marcatori | 41’ Gibellini 65’ Fabbri |

| Arbitro: | Tonolini (Milano) |

|  |           |                                     |
|  | Marcatori | 23’ Erba 62’ Redeghieri 69’ Maruzzo |

| Arbitro: | Parussini (Udine) |

|            |           |             |
| Silipo 56’ | Marcatori | 20’ Ferrara |

| Arbitro: | Falzier (Treviso) |

|                          |           |  |
| Gibellini 21’ Fabbri 63’ | Marcatori |  |

| Arbitro: | Tani (Livorno) |

|  |           |                   |
|  | Marcatori | 5’, 79’ Gibellini |

| Arbitro: | Materassi (Firenze) |

|             |           |                     |
| Ferrara 22’ | Marcatori | 44’ (rig.) Podavini |

| Arbitro: | Colasanti (Roma) |

|                  |           |                     |
| Ferrara 15’, 45’ | Marcatori | 6’, 78’ Magistrelli |

| Arbitro: | Paparesta (Bari) |

|                |           |           |
| De Giorgis 11’ | Marcatori | 28’ Giani |

| Arbitro: | Parussini (Udine) |

|                      |           |  |
| Gibellini 20’ (rig.) | Marcatori |  |

| Arbitro: | Tani (Livorno) |

|             |           |  |
| Casaroli 7’ | Marcatori |  |

| Arbitro: | Longhi (Roma) |

|  |           |                         |
|  | Marcatori | 67’ Cesati 73’ Saltutti |

| Arbitro: | Lattanzi (Roma) |

|  |           |               |
|  | Marcatori | 39’ Gibellini |

| Arbitro: | Materassi (Empoli) |

|                  |           |                      |
| Bacci 65’ (rig.) | Marcatori | 20’ (rig.) Gibellini |

| Ferrara 20 gennaio 1980 18ª giornata | SPAL             | 0 – 0 | Verona | Stadio Comunale\| Arbitro: \| Altobelli (Roma) \| |
| Arbitro:                             | Altobelli (Roma) |       |        |                                                   |

| Arbitro: | Castaldi (Vasto) |

|                                                |           |                                         |
| A. Bordon 8’ De Bernardi 45’ F. Speggiorin 76’ | Marcatori | 12’ (rig.) Gibellini 59’ Giani 68’ Grop |

#### Girone di ritorno
| Arbitro: | Magni (Bergamo) |

|               |           |  |
| Gibellini 43’ | Marcatori |  |

| Como 10 febbraio 1980 21ª giornata | Como           | 0 – 0 | SPAL | Stadio Giuseppe Sinigaglia\| Arbitro: \| Tani (Livorno) \| |
| Arbitro:                           | Tani (Livorno) |       |      |                                                            |

| Arbitro: | D'Elia (Salerno) |

|  |           |                         |
|  | Marcatori | 29’ Massaro 58’ Monelli |

| Bari 24 febbraio 1980 23ª giornata | Bari             | 0 – 0 | SPAL | Stadio Comunale\| Arbitro: \| Terpin (Trieste) \| |
| Arbitro:                           | Terpin (Trieste) |       |      |                                                   |

| Arbitro: | Ballerini (La Spezia) |

|                                           |           |                |
| D. Ferrari 63’ (rig.) Grop 74’ Fabbri 79’ | Marcatori | 88’ Roccotelli |

| Arbitro: | Mascia (Milano) |

|                                |           |  |
| P. Rosi 24’ Cavasin 63’ (aut.) | Marcatori |  |

| Arbitro: | Vallesi (Pisa) |

|               |           |                             |
| Gibellini 74’ | Marcatori | 21’ A. Conte 82’ Montenegro |

| Arbitro: | Redini (Pisa) |

|                |           |  |
| Stefanelli 63’ | Marcatori |  |

| Arbitro: | Lombardo (Marsala) |

|                                             |           |            |
| Criscimanni 5’ Rampanti 41’ (rig.) Grop 64’ | Marcatori | 85’ Aprile |

| Brescia 5 aprile 1980 29ª giornata | Brescia           | 0 – 0 | SPAL | Stadio Mario Rigamonti \| Arbitro: \| Parussini (Udine) \| |
| Arbitro:                           | Parussini (Udine) |       |      |                                                            |

| Arbitro: | Cherri (Macerata) |

|                  |           |  |
| Tusino 4’ Re 66’ | Marcatori |  |

| Arbitro: | Bergamo (Livorno) |

|          |           |           |
| Grop 62’ | Marcatori | 61’ Romei |

| Arbitro: | Milan (Treviso) |

|                       |           |                           |
| Manfrin 28’ Russo 77’ | Marcatori | 59’ (rig.), 71’ Gibellini |

| Ferrara 4 maggio 1980 33ª giornata | SPAL            | 0 – 0 | Parma | Stadio Comunale\| Arbitro: \| Facchin (Udine) \| |
| Arbitro:                           | Facchin (Udine) |       |       |                                                  |

| Pistoia 11 maggio 1980 34ª giornata | Pistoiese        | 0 – 0 | SPAL | Stadio Comunale\| Arbitro: \| Paparesta (Bari) \| |
| Arbitro:                            | Paparesta (Bari) |       |      |                                                   |

| Arbitro: | Pezzella (Frattamaggiore) |

|             |           |              |
| De Poli 30’ | Marcatori | 53’ Bertuzzo |

| Ferrara 25 maggio 1980 36ª giornata | SPAL              | 0 – 0 | Sambenedettese | Stadio Comunale\| Arbitro: \| Parussini (Udine) \| |
| Arbitro:                            | Parussini (Udine) |       |                |                                                    |

| Arbitro: | Giaffreda (Roma) |

|  |           |                           |
|  | Marcatori | 16’ Giani 30’ Criscimanni |

| Ferrara 8 giugno 1980 38ª giornata | SPAL            | 0 – 0 | Cesena | Stadio Comunale\| Arbitro: \| Menegali (Roma) \| |
| Arbitro:                           | Menegali (Roma) |       |        |                                                  |

### Coppa Italia

#### Quarto Girone
| Arbitro: | Milan (Treviso) |

|              |           |           |
| Bertuzzo 76’ | Marcatori | 16’ Giani |

| Arbitro: | Falzier (Treviso) |

|            |           |  |
| Fabbri 72’ | Marcatori |  |

| Arbitro: | Agnolin (Bassano del Grappa) |

|                                         |           |  |
| Beccalossi 31’ Oriali 70’ Altobelli 77’ | Marcatori |  |

| 5 settembre 1979 4ª giornata |  | – Turno riposo Spal |  |  |

| Arbitro: | Lo Bello (Siracusa) |

|               |           |  |
| Gibellini 36’ | Marcatori |  |

## Statistiche

### Statistiche di squadra
| Competizione | Punti | In casa | In casa | In casa | In casa | In casa | In casa | In trasferta | In trasferta | In trasferta | In trasferta | In trasferta | In trasferta | Totale | Totale | Totale | Totale | Totale | Totale | DR |
| Competizione | Punti | G       | V       | N       | P       | Gf      | Gs      | G            | V            | N            | P            | Gf           | Gs           | G      | V      | N      | P      | Gf     | Gs     | DR |
| ------------ | ----- | ------- | ------- | ------- | ------- | ------- | ------- | ------------ | ------------ | ------------ | ------------ | ------------ | ------------ | ------ | ------ | ------ | ------ | ------ | ------ | -- |
| Serie B      | 39    | 19      | 6       | 9       | 4       | 18      | 17      | 19           | 4            | 10           | 5            | 15           | 15           | 38     | 10     | 19     | 9      | 33     | 32     | +1 |
| Coppa Italia | 5     | 2       | 2       | 0       | 0       | 2       | 0       | 2            | 0            | 1            | 1            | 1            | 4            | 4      | 2      | 1      | 1      | 3      | 4      | -1 |
| Totale       |       | 21      | 8       | 9       | 4       | 20      | 17      | 21           | 4            | 11           | 6            | 16           | 19           | 42     | 12     | 20     | 10     | 36     | 36     | 0  |

### Statistiche dei giocatori
| Giocatore      | Serie B  | Serie B | Serie B     | Serie B    | Coppa Italia | Coppa Italia | Coppa Italia | Coppa Italia | Totale   | Totale | Totale      | Totale     |
| Giocatore      | Presenze | Reti    | Ammonizioni | Espulsioni | Presenze     | Reti         | Ammonizioni  | Espulsioni   | Presenze | Reti   | Ammonizioni | Espulsioni |
| -------------- | -------- | ------- | ----------- | ---------- | ------------ | ------------ | ------------ | ------------ | -------- | ------ | ----------- | ---------- |
| M. Albiero     | 36       | 0       | ?           | ?          | ?            | ?            | ?            | ?            | 36+      | 0+     | ?           | ?          |
| S. Antoniazzi  | 2        | 0       | ?           | ?          | ?            | ?            | ?            | ?            | 2+       | 0+     | ?           | ?          |
| A. Bardin      | 1        | -1      | ?           | ?          | ?            | ?            | ?            | ?            | 1+       | -1+    | ?           | ?          |
| A. Brunello    | 3        | 0       | ?           | ?          | ?            | ?            | ?            | ?            | 3+       | 0+     | ?           | ?          |
| A. Cavasin     | 33       | 0       | ?           | ?          | ?            | ?            | ?            | ?            | 33+      | 0+     | ?           | ?          |
| A. Criscimanni | 35       | 1       | ?           | ?          | ?            | ?            | ?            | ?            | 35+      | 1+     | ?           | ?          |
| F. De Poli     | 9        | 1       | ?           | ?          | ?            | ?            | ?            | ?            | 9+       | 1+     | ?           | ?          |
| S. Domini      | 1        | 0       | ?           | ?          | ?            | ?            | ?            | ?            | 1+       | 0+     | ?           | ?          |
| F. Fabbri      | 33       | 4       | ?           | ?          | ?            | ?            | ?            | ?            | 33+      | 4+     | ?           | ?          |
| G. Ferrara     | 20       | 4       | ?           | ?          | ?            | ?            | ?            | ?            | 20+      | 4+     | ?           | ?          |
| D. Ferrari     | 33       | 2       | ?           | ?          | ?            | ?            | ?            | ?            | 33+      | 2+     | ?           | ?          |
| P. Giani       | 35       | 3       | ?           | ?          | ?            | ?            | ?            | ?            | 35+      | 3+     | ?           | ?          |
| M. Gibellini   | 35       | 12      | ?           | ?          | ?            | ?            | ?            | ?            | 35+      | 12+    | ?           | ?          |
| O. Grop        | 27       | 5       | ?           | ?          | ?            | ?            | ?            | ?            | 27+      | 5+     | ?           | ?          |
| F. Lievore     | 6        | 0       | ?           | ?          | ?            | ?            | ?            | ?            | 6+       | 0+     | ?           | ?          |
| F. Ogliari     | 29       | 0       | ?           | ?          | ?            | ?            | ?            | ?            | 29+      | 0+     | ?           | ?          |
| R. Rampanti    | 28       | 1       | ?           | ?          | ?            | ?            | ?            | ?            | 28+      | 1+     | ?           | ?          |
| R. Renzi       | 37       | -31     | ?           | ?          | ?            | ?            | ?            | ?            | 37+      | -31+   | ?           | ?          |
| M. Rossi       | 5        | 0       | ?           | ?          | ?            | ?            | ?            | ?            | 5+       | 0+     | ?           | ?          |
| G. Tagliaferri | 34       | 0       | ?           | ?          | ?            | ?            | ?            | ?            | 34+      | 0+     | ?           | ?          |